# Henry Vane, I conde de Darlington
Henry Vane, I conde de Darlington, miembro del Consejo Privado de Irlanda (1705-6 de marzo de 1758) fue un par inglés, conocido como Lord Barnard entre 1753 y 1754.
Fue hijo de Gilbert Vane, II barón Barnard. Vane fue un whig, siendo miembro del parlamento por Launceston (1726 - 1727), por St Mawes (1727 - 1741), por Ripon (1741 - 1747), y por el Condado de Durham (1747 - 1753).

## Vida

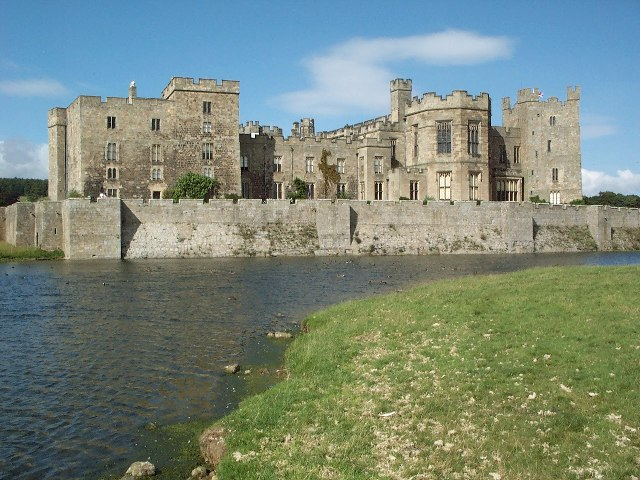
Castillo de Raby (fotografiado en 2009), condado de Durham.

Vane nació en torno a 1705. Su padre fue Gilbert Vane, II barón Barnard del Castillo de Raby (Staindrop) en el Condado de Durham; y su madre fue Mary, heredera de un miembro del parlamento. Su hermana, Anne Vane, fue amante de Jorge II.
Vane fue vicetesorero y pagador general de Irlanda entre 1742 y 1744; se convirtió en miembro del Consejo Privado de Irlanda en 1742. Entre 1749 y 1755, fue Lord Tesorero, Teniente General de Durham (1753 - 1758) y pagador general adjunto de las fuerzas (1755 - 1756). En 1753, sucedió a su padre como III barón Barnard. Un año después se le nombró conde de Darlington y vizconde de Barnard.

## Familia
El 2 de septiembre de 1725, se casó con Lady Grace Fitzroy, hija de Charles Fitzroy, II duque de Cleveland y tuvieron siete hijos.
1. Hon. Charles Vane
2. Lady Harriet Vane  (m. 1758)
3. Lady Mary Vane
4. Henry Vane, II conde de Darlington, (1726 - 8 de septiembre de 1792)
5. Lady Anne Vane (1726 - 1776), una botanista.[4]
6. Hon. Frederick Vane, (n. 26 de junio de 1732)
7. Hon. Raby Vane, (2 de enero de 1736 - 23 de octubre de 1769)